# Rebel (série télévisée)
Rebel est une série télévisée américaine en neuf épisodes de 42 minutes créée par Amani Walker, diffusée entre le 28 mars et le 23 mai 2017 sur BET.
En France, la série est diffusée depuis le 8 septembre 2017 sur BET. Elle reste inédite dans les autres pays francophones.

## Synopsis
La série suit l'officier de police d'Oakland, Rebecca « Rebel » Knight, qui, après que son frère a été tué par la police, a commencé à travailler comme enquêteur privé.

## Distribution

### Acteurs principaux
- Danielle Moné Truitt (en) : Rebecca « Rebel » Knight
- Method Man : Terrance « TJ » Jenkins
- Brandon Quinn : Thompson « Mack » McIntyre
- Angela Ko : Cheena
- Mykelti Williamson : Rene Knight
- Giancarlo Esposito : Charles Gold

### Acteurs secondaires
- Derek Ray : Jimmy McIntyre
- Michael Masini : Vaughn Bryant
- Jerry Kernion : Captain Frank Hart
- Mandy June Turpin : April Sommerdale
- West Liang : Bryan Markey
- Mikelen Walker : Malik Knight
- Malcolm M. Mays : Brim
- Adrian Anchondo : Hector
- Anthony Corrales : Eddie Porzo
- Patrick Labyorteaux : Dr Adam Loyton
- Rebecca Wisocky : Elsa Folster
- Travis Johns : Sam Halderton
- Bree Williamson (en) : Dolores
- Angel Parker : Stella Parker
- Juan Alfonso : Jorge Polanco Jr.
- Julia Cho : Dr Sara Chan
- Karole Foreman : Claudine Dudley
- Marcuis Harris : Pastor Durod
- Katie A. Keane (en) : Dr Jennifer Delge
- Lauren London : Kim

## Production
BET a commandé la série en avril 2016.

### Attribution des rôles
Le 9 juin 2016, l'actrice de scène Danielle Moné Truitt a été choisie comme personnage principal, tandis que Giancarlo Esposito, Mykelti Williamson, Method Man et Brandon Quinn ont également été considérés comme des habitués de la série.

### Fiche technique
- Titre original : Rebel
- Création : Amani Walker
- Production : John Singleton, Dallas Jackson, Randy Huggins, Michael McGahey, Robyn Snyder, Fernando Szew, Kate Lanier
- Société(s) de production : New Deal Productions, 8 Mile Scomi Productions, MarVista Entertainment, Silver Screen Pictures Entertainment, BET Networks
- Pays d'origine :  États-Unis
- Langue originale : Anglais
- Durée : 42 minutes

## Épisodes
1. Pilot
2. Brother's Keeper
3. Chasing Ghosts
4. Black Not Blue
5. Conceal and Carry
6. Partners
7. Breaking Point
8. Redemption
9. Just Us

## Accueil

### Audiences
| Épisodes | Date de diffusion ( États-Unis) | Téléspectateurs | Référence |
| -------- | ------------------------------- | --------------- | --------- |
| 1        | 28 mars 2017                    | 705 000         | [ 4 ]     |
| 2        | 4 avril 2017                    | 564 000         | [ 5 ]     |
| 3        | 11 avril 2017                   | 496 000         | [ 6 ]     |
| 4        | 18 avril 2017                   | 440 000         | [ 7 ]     |
| 5        | 25 avril 2017                   | 478 000         | [ 8 ]     |
| 6        | 2 mai 2017                      | 480 000         | [ 9 ]     |
| 7        | 9 mai 2017                      | 455 000         | [ 10 ]    |
| 8        | 16 mai 2017                     | 461 000         | [ 11 ]    |
| 9        | 23 mai 2017                     | 398 000         | [ 12 ]    |

- Fortes audiences de la série
- Faibles audiences de la série